# راؤول نورييغا
راؤول نورييغا هو لاعب كرة قدم إكوادوري في مركز الدفاع، ولد في 4 يناير 1970 في غواياكيل في الإكوادور. شارك مع منتخب الإكوادور لكرة القدم. أما مع النوادي، فقد لعب مع بوكا جونيورز ونادي برشلونة.

## وصلات خارجية
- راؤول نورييغا على موقع قاعدة بيانات كرة القدم.إي يو (الإنجليزية)
- راؤول نورييغا على موقع ناشيونال فوتبول تيمز (الإنجليزية)